# 夏恒
夏恒（1790年—1839年），字一卿，攸县人，清朝政治人物、进士出身。
道光九年（1829年），登进士，选庶吉士，后改吏部考工司主事。有妻王璊，有诗名。著有《一卿遗稿》。